# Ruth Davidon
Ruth Anna Davidon (Nueva York, 20 de marzo de 1964) es una deportista estadounidense que compitió en remo.
Ganó una medalla de bronce en el Campeonato Mundial de Remo de 1993, en la prueba de cuatro scull. Participó en dos Juegos Olímpicos de Verano, ocupando el cuarto lugar en Atlanta 1996 (scull individual) y el cuarto en Sídney 2000 (doble scull).

## Palmarés internacional
| Campeonato Mundial | Campeonato Mundial       | Campeonato Mundial | Campeonato Mundial |
| Año                | Lugar                    | Medalla            | Prueba             |
| ------------------ | ------------------------ | ------------------ | ------------------ |
| 1993               | Račice (República Checa) | Medalla de bronce  | Cuatro scull       |